# Mahler (Familienname)
Mahler ist ein deutscher Familienname. 

## Namensträger

### A
- Alfred Mahler (Unternehmer) (1913–1995), deutscher Unternehmer
- Alfred Mahler (Maler) (1942–2010), deutscher Maler und Richter
- Alma Mahler-Werfel (geb. Schindler; 1879–1964), österreichische Komponistin
- Andreas Mahler (* 1957), deutscher Anglist
- Anna Mahler (1904–1988), österreichische Bildhauerin
- Anna-Sophie Mahler (* 1979), deutsche Schauspiel- und Opernregisseurin
- Armin Mahler (* 1954), deutscher Journalist
- Arthur Mahler (1871–1916), österreichisch-tschechischer Archäologe
- Ashtin Zamzow-Mahler (* 1996), US-amerikanische Siebenkämpferin

### B
- Bruce Mahler (* 1950), US-amerikanischer Schauspieler, Produzent und Drehbuchautor

### C
- Charlotte Mahler (1894–1973), deutsche Ärztin
- Christian Mahler (Politiker) (1900–1976), deutscher Politiker (SSW)
- Christian Mahler (Widerstandskämpfer) (1905–1966), deutscher Polizeioffizier, Widerstandskämpfer und Parteifunktionär (SED)
- Claudia Mahler (* 1969), österreichische Rechtswissenschaftlerin
- Cornelia Mahler (* 1963), deutsche Pflegefachfrau, Erziehungswissenschaftlerin und Professorin für Pflegewissenschaft an der Universität Tübingen

### D
- David Mahler (* 1944), amerikanischer Komponist

### E
- E. Hans Mahler (Emil Hans Mahler; 1896–1963), Schweizer Unternehmer
- Eduard Mahler (1857–1945), ungarischer Orientalist und Naturwissenschaftler
- Elise Mahler (1856–1924), deutsche Malerin, Grafikerin und Fotografin
- Elise Mahler (Künstlerin) (1862–1945), Schweizer Künstlerin der Art brut
- Elsa Mahler (1882–1970), Schweizer Philologin, Volkskundlerin und Slawistin
- Emil Mahler (1866–1915), böhmisch-österreichischer Bahnbeamter, Librettist, Opernautor und Schriftsteller
- Emma Margaretha Mahler (1861–1927), Schweizer Malerin
- Erhard Mahler (* 1938), deutscher Landschaftsarchitekt, Stadtgartendirektor, DGGL-Präsident und Hochschullehrer
- Ernst Mahler (1887–1967), US-amerikanischer Chemiker österreichischer Herkunft
- Eugen Mahler (1927–2019), deutscher Psychoanalytiker und Künstler

### F
- Franz Mahler (Revolutionär) (1826–1863), deutscher Revolutionär 1848/49 und Regimentsführer im Amerikanischen Bürgerkrieg
- Franz Joseph Mahler (1795–1845), deutscher Instrumentenbauer
- Franz Xaver Mahler (1792–1864), badischer Oberamtmann
- Friedrich Mahler (1878–1948), österreichischer Architekt
- Fritz Mahler (1901–1973), österreichisch-US-amerikanischer Dirigent

### G
- Gerd Mahler (* 1941), deutscher Politiker
- Gerhard Mahler (Politiker) (1930–1996), deutscher Unternehmer und Politiker (CDU)
- Gerhard Mahler (Fernsehtechniker) (1931–2019), deutscher Fernsehtechniker
- Günter Mahler (1945–2016), deutscher Physiker
- Gustav Mahler (1860–1911), österreichischer Komponist und Dirigent

### H
- Halfdan T. Mahler (1923–2016), dänischer Arzt und WHO-Funktionär
- Hannes Malte Mahler (1968–2016), deutscher Performancekünstler, Maler, Zeichner und Fotograf
- Hanns-Christian Mahler (* 1972), deutscher Wissenschaftler und Manager
- Hans Mahler (1900–1970), deutscher Theater- und Filmschauspieler
- Hans Mahler (Architekt) (um 1923–nach 1994), Schweizer Architekt
- Hans H. Mahler (1923–1986), Schweizer Unternehmer und Wirtschaftsmanager
- Hedwig Courths-Mahler (1867–1950), deutsche Schriftstellerin
- Heidi Mahler (* 1944), deutsche Schauspielerin
- Heinrich Mahler (Dichter) (1881–1969), deutscher Sagensammler, Dichter (in Plattdeutsch), Naturschützer und Rektor
- Heinrich Georg Ferdinand Mahler (1839–1874), deutscher Schriftsteller
- Hermann Mahler (1858/1859–1941), deutscher Buchdrucker
- Horst Mahler (1936–2025), deutscher Anwalt, Mitbegründer der RAF und Rechtsextremist
- Horst K. Mahler (* 1958), deutscher Fossiliensammler und Paläontologe

### J
- Jacob Mahler (* 2000), singapurisch-dänischer Fußballspieler
- Johann Mahler († 1634), Schweizer Theologe und Dramatiker
- Josef Mahler (Maler) (* 1938), deutsch-amerikanischer Maler und Bildhauer
- Josef Anton Mahler (1802–1850), deutscher Maler
- Josef Georg Mahler (1743–1827), deutscher Maler
- Joseph Mahler (Fabrikant, 1830) (1830–1899), österreichischer Firmengründer
- Joseph Mahler (Fabrikant, 1899) (1899–1981), österreichischer Textilfabrikant, in den USA (ab 1938) tätig für Polaroid, Erfinder des Vectograph

### K
- Kai Mahler (* 1995), Schweizer Freestyle-Skisportler
- Karl Mahler (Naturwissenschaftler) (1885–1983), deutscher Botaniker, Physiker und Pädagoge
- Karl Mahler (1887–1966), deutscher Pädagoge, Unternehmer und Politiker (FDP)
- Kathrin Mahler Walther (* 1970), deutsche Soziologin und DDR-Bürgerrechtlerin
- Klaus Mahler (1940–2011), deutscher Architekt und Hochschullehrer
- Kurt Mahler (1903–1988),  deutsch-britischer Mathematiker

### L
- Lidewij Mahler (* 1981), niederländische Schauspielerin
- Lisette Mahler (* 1926), deutsche Filmregisseurin
- Ludwig Mahler (1859–1927), österreichischer Orientalist und Übersetzer

### M
- Margaret Mahler (1897–1985), ungarisch-amerikanische Kinderärztin
- Margot Mahler (1945–1997), deutsche Volksschauspielerin
- Maria Mahler, Pseudonym von Käthe Leichter (1895–1942), österreichisch-jüdische sozialistische Gewerkschafterin und Autorin sozialpolitischer Werke
- Miriam Mahler (* 1953), deutsche Schauspielerin

### N
- Nicolas Mahler (* 1969), österreichischer Comic-Zeichner und Autor
- Norbert Mahler (1961–2013), deutscher Schauspieler und Regisseur

### O
- Oskar Mahler (* 1952), deutscher Bildhauer
- Otto Mahler (1873–1895), österreichischer Musiker und Komponist, Bruder von Gustav Mahler

### P
- Patrick Mahler (* 1982), Schweizer Koch
- Paul Mahler (1862–1941), Schweizer Maler und Lithograf
- Peter Mahler (* 1954), österreichischer Grafiker und Künstler
- Philippe Mahler (* 1957), Schweizer Kunstmaler

### R
- Rachel Mahler (* 1961), Schweizer Künstlerin
- Raphael Mahler (1899–1977), österreichisch-israelischer Historiker und Judaist
- Regine Mahler (* 1943), deutsche Schauspielerin, Nachrichtensprecherin, Hörfunkregisseurin und Figurentheaterspielerin
- Rémy Mahler (* 1956), französischer Orgelbauer
- Richard Mahler (vor 1893–1953), deutscher Querflötist
- Rudolf Mahler (1905–1995), deutscher Grafiker und Maler

### S
- Sepp Mahler (1901–1975), deutscher Maler und Schriftsteller

### T
- Theodor Mahler (1901–1987), deutscher Politiker (NSDAP) und Landrat
- Tönnies Mahler (um 1615–um 1663), deutscher Tischler, Bildschnitzer und Tafelmaler

### U
- Ute Mahler (* 1949), deutsche Fotografin

### W
- Walter R. Mahler (1917–1998), US-amerikanischer Autor, Industrieberater und -psychologe
- Wera Mahler (1899–1991), deutsch-jüdische Psychologin
- Werner Mahler (* 1950), deutscher Fotograf der Agentur Ostkreuz
- Wilhelm Mahler (1862–1897), deutscher Missionar
- William F. Mahler (* 1930), US-amerikanischer Botaniker
- Wolfgang Mahler (* 1959), deutscher Behindertensportler

### Z
- Zdeněk Mahler (1928–2018), tschechischer Schriftsteller und Drehbuchautor